# Giorgi Khorguani
Giorgi Khorguani, né le 23 décembre 2003, est un coureur cycliste géorgien. Il participe à des compétitions sur route et sur piste,.

## Palmarès et résultats

### Palmarès sur route
- 2021
  -  Champion de Géorgie sur route juniors
  -  Champion de Géorgie du contre-la-montre juniors
- 2022
  -  Champion de Géorgie sur route
  -  Champion de Géorgie du contre-la-montre
- 2023
  - 2e du championnat de Géorgie du contre-la-montre
- 2024
  - 2e du championnat de Géorgie sur route
  - 3e du championnat de Géorgie du contre-la-montre

### Classements mondiaux
| Année           | 2022 |
| --------------- | ---- |
| UCI Europe Tour | 562e |